# 5354 Hisayo
5354 Hisayo è un asteroide della fascia principale. Scoperto nel 1990, presenta un'orbita caratterizzata da un semiasse maggiore pari a 3,1912403 au e da un'eccentricità di 0,0604987, inclinata di 4,90823° rispetto all'eclittica.
L'asteroide è dedicato a Hisayo Kaneda, figlia di uno dei due scopritori.